# Raizdos
Raizdos o Roigos  fue un rey del Reino odrisio de Tracia después de circa 280 a. C.. Era, posiblemente, hijo de Cotis II